# Смит, Куини
Куини Смит (англ. Queenie Smith; 8 сентября 1898, Нью-Йорк, Нью-Йорк — 5 августа 1978, Бербанк, Калифорния) — американская актриса театра, кино и телевидения.

## Биография
Куини Смит родилась 8 сентября 1898 года в Нью-Йорке (некоторые источники говорят о Техасе без уточнения населённого пункта). Отец — Чарльз Смит, англичанин; мать — Эмма Кенигхайм, немка. В 13 лет поступила в школу балета при театре «Метрополитен-опера». С 1919 года начала играть на бродвейских подмостках, и за пятнадцать лет появилась минимум в тринадцати бродвейских постановках. С 1934 года начала играть в кино, с 1953 года — в телесериалах. Кинокарьера Смит продолжалась (с заметными перерывами) 44 года, за которые она снялась в почти семидесяти фильмах и сериалах.
В зрелом возрасте Смит стала учителем и наставником для многих молодых актёров. Преподавала в Голливудской профессиональной школе, в 1960-х годах была директором учебной программы в театре (христианском центре) «Мелодилэнд» в городе Анахайм.
Актриса снималась до последних дней жизни. Скончалась Куини Смит в городе Бербанк (штат Калифорния) 5 августа 1978 года, не дожив месяц до своего 80-го дня рождения. Причиной смерти был назван рак.
Личная жизнь
17 мая 1931 года Смит вышла замуж за писателя-критика по имени Роберт Гарланд. 30 апреля 1937 года последовал развод.

## Избранные бродвейские роли
- 1925—1926 — На-Цыпочках[англ.] / Tip-Toes — «На-Цыпочках» Кэйи

## Избранная фильмография
| В титрах указана - 1935 — Миссисипи / Mississippi — Алабам - 1936 — Специальный агент K-7 / Special Agent K-7 — Олли О’Ди - 1936 — Плавучий театр / Show Boat — Элли Мэй Чипли - 1946 — С этого дня / From This Day Forward — миссис Бисли - 1946 — Ноктюрн / Nocturne — Куини - 1947 — Длинная ночь / The Long Night — миссис Талли - 1948 — Спи, моя любовь / Sleep, My Love — миссис Грейс Верней - 1948 — Змеиная яма / The Snake Pit — Лола - 1950 — Великий Руперт / The Great Rupert — миссис Амендола - 1950 — Узницы в юбках / Prisoners in Petticoats — Беатриса - 1951 — Первый легион / The First Legion — Генриетта - 1956 — Ты не сможешь сбежать от него / You Can't Run Away from It — пожилая дама - 1968 — Легенда о Лайле Клэр / The Legend of Lylah Clare — парикмахер - 1975 — День саранчи / The Day of the Locust — парализованная леди - 1975 — Грязное дело / Hustle — покупательница - 1978 — Конец / The End — старушка в автомобиле - 1978 — Грязная игра / Foul Play — Элси В титрах не указана - 1946 — Убийцы / The Killers — Мэри Эллен «Куини» Доэрти - 1950 — В клетке / Caged — миссис Уоррен - 1950 — Станция Юнион / Union Station — домовладелица - 1950 — Экстренная свадьба / Emergency Wedding — Роуз, горничная отеля «Рино» - 1951 — Очень красива / Belle Le Grand — Анна - 1951 — Когда миры столкнутся / When Worlds Collide — матрона с сигаретой - 1952 — Величайшее шоу мира / The Greatest Show on Earth — зрительница - 1955 — Моя сестра Эйлин / My Sister Eileen — Элис, секретарша - 1957 — Сладкий запах успеха / Sweet Smell of Success — Милдред Тэм | - 1953 — Моя маленькая Марджи / My Little Margie — Эмили Чендлер (в эпизоде They Also Serve) - 1965 — Шоу Люси / The Lucy Show — миссис Коллинз (в эпизоде Lucy and Joan) - 1967 — The Monkees / The Monkees — миссис Филчок (в эпизоде Monkee Mayor) - 1968 — Эта девушка / That Girl — миссис Леконте (в эпизоде Ann vs. Secretary) - 1969 — Гавайи 5-O / Hawaii Five-O — маленькая старушка (в эпизоде Once Upon a Time: Part 1) - 1969 — Потом пришёл Бронсон / Then Came Bronson — уборщица (в эпизоде The 3:13 Arrives at Noon) - 1969 — Добро пожаловать в мой мир / My World and Welcome to It — миссис Симкинс (в эпизоде Maid in Connecticut) - 1972 — Смех с Роуэном и Мартином / Rowan & Martin's Laugh-In — гостевое участие (в эпизоде Debbie Reynolds) - 1973 — Странная парочка / The Odd Couple — миссис Грэпни (в эпизоде Sometimes a Great Ocean) - 1973 — А вот и Люси / Here's Lucy — заключённая (в эпизоде Lucy Goes to Prison) - 1973 — Уолтоны / The Waltons — судья (в эпизоде The Prize) - 1973 — Любовь по-американски / Love, American Style — Эдна (в эпизоде Love and the Parent's Sake) - 1974 — Мак-Миллан и жена / McMillan & Wife — «женщина среднего возраста» (в эпизоде Buried Alive) - 1974—1977 — Маленький домик в прериях / Little House on the Prairie — миссис Аманда «Мэй» Уиппл (в 5 эпизодах) - 1976 — Чико и человек / Chico and the Man — Тэмми (в эпизоде The Dream) - 1975—1976 — Барни Миллер / Barney Miller — разные роли (в 2 эпизодах) - 1976 — Мод / Maude — миссис Шабек (в эпизоде Arthur's Worry) - 1976 — Семья / Family — миссис Флемминг (в эпизоде Skeleton in the Closet) - 1977 — Рода / Rhoda — миссис Бак (в эпизоде What Are You Doing New Year's Eve?) - 1977 — Всё честно / All's Fair — Полли Киркленд (в эпизоде Save the Yak) - 1977 — Тайны братьев Харди и Нэнси Дрю / The Hardy Boys / Nancy Drew Mysteries — Лила (в эпизоде The Secret of the Whispering Walls) - 1977 — Лодка любви / The Love Boat — Хелен Линдси (в эпизоде Ex Plus Y / Golden Agers / Graham and Kelly) |

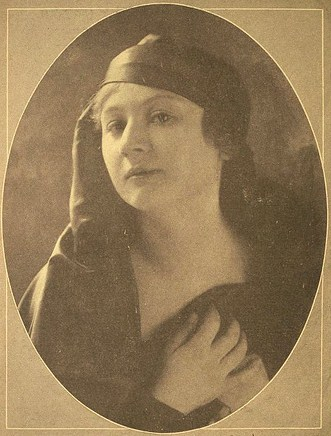
В бродвейской постановке Roly-Boly Eyes (1919)
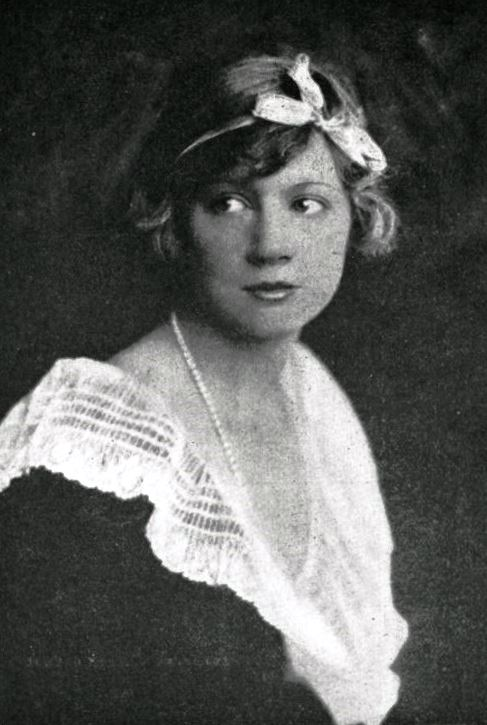
В бродвейской постановке «Будь собой» (1924)
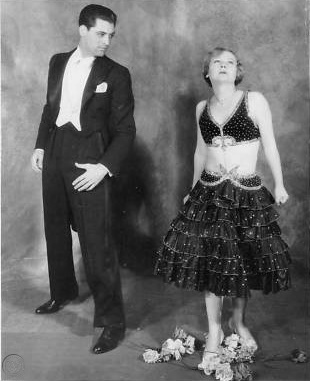
С Кэри Грантом в бродвейской постановке «Уличная певица» (1930)
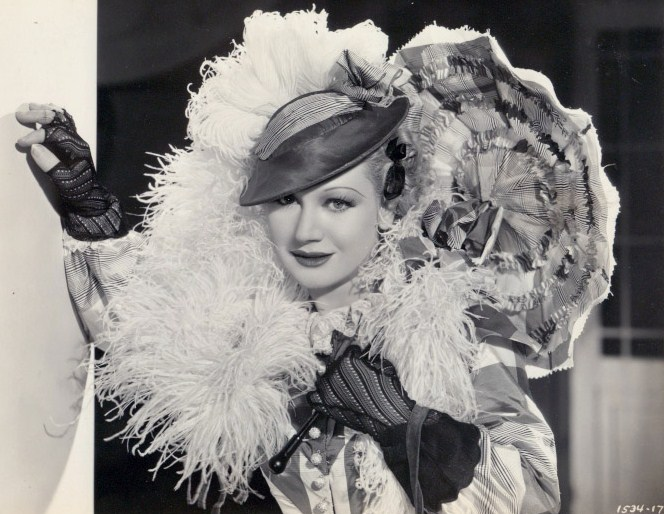
В фильме «Миссисипи[англ.]» (1935)
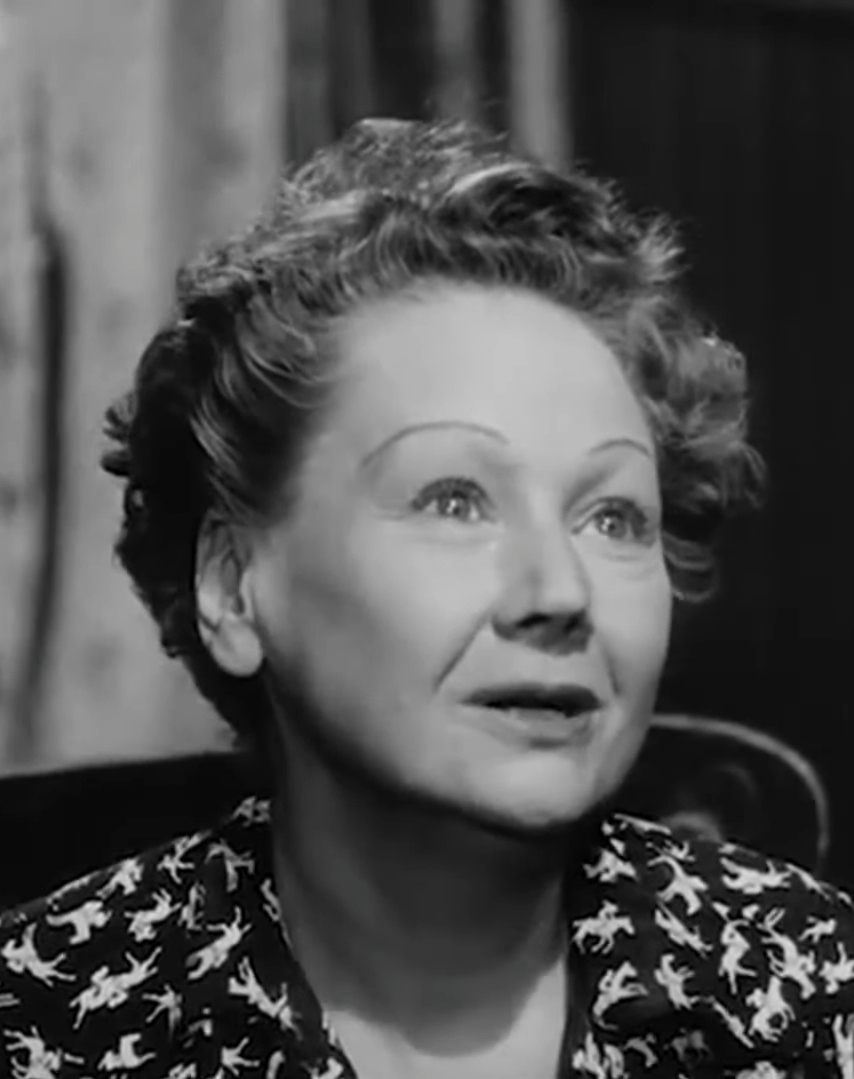
В фильме «Великий Руперт[англ.]» (1950)
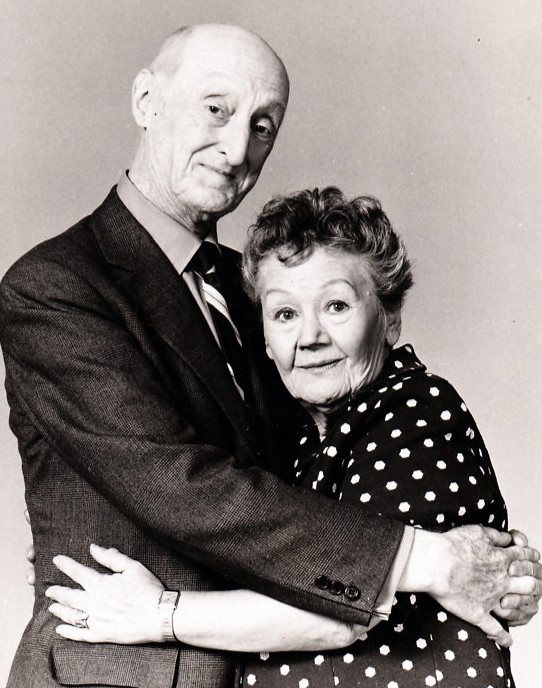
С Бёртом Мастином в скетч-шоу «Смешная сторона» (1971)